# Mireille Mathieu Noël
Albums de Mireille Mathieu
Mireille Mathieu
(24 octobre 2014)
Mireille Mathieu Noël est une compilation de chants de Noël de la chanteuse française Mireille Mathieu publiée en 2015 par Sony Music. 

## Chansons
1. La Colombe de Noël (Claude Lemesle, Lothar Paul Kramer d'après Hark! The Herald Angels Sing de Felix Mendelssohn) avec la chorale des Petits Écoliers chantants de Bondy - inédit
2. Petit Papa Noël (Henri Martinet, Raymond Vincy) - version inédite, en duo avec Tino Rossi[1]
3. Noël blanc (Francis Blanche, Irving Berlin)[2]
4. Douce nuit (Joseph Mohr, Franz Xaver Gruber)[2]
5. Il est né le divin enfant (chanson traditionnelle)[2]
6. Rin-Rin (chanson traditionnelle espagnole)[2]
7. Minuit, chrétiens (chanson traditionnelle)[2]
8. Un million d'enfants (R. Gauthier, Paul Baillargeon)
9. Les Enfants de Noël (Roger Berthier, Paul Mauriat)[2]
10. La cambo mi faou (Nicolas Saboly, chanson traditionnelle en occitan)[2]
11. Un enfant viendra (Eddy Marnay, Christian Bruhn)[3] - avec les Petits chanteurs à la croix de bois
12. Le Village oublié (Eddy Marnay/Christian Bruhn)[3] - avec les Petits chanteurs à la croix de bois
13. Noël d'Aubervilliers (Bernard Dimey, Francis Lai)[2]
14. Vive le vent (Francis Blanche, James Pierpont)[2]
15. Mon beau sapin (chanson traditionnelle)[2]
16. Les Anges dans nos campagnes  (chanson traditionnelle)[2]
17. Stille Nacht, heilige Nacht (Douce Nuit) (Joseph Mohr, Franz Xaver Gruber) - en allemand
18. Petit Papa Noël (Henri Martinet, Raymond Vincy) - version inédite